# Miran Khasro
Miran Khasro Salim (1º luglio 1989) è un calciatore iracheno, centrocampista dell'Arbil.

## Carriera

### Club
Ha esordito nel 2007 con la maglia dell'Arbil.
Tra il 2012 ed il 2015 ha giocato complessivamente 21 partite in Coppa dell'AFC, competizione in cui la sua squadra ha raggiunto per 2 volte la finale (nel 2012 e nel 2014).

### Nazionale
Ha esordito con la nazionale irachena il 24 luglio 2016 nell'amichevole Uzbekistan-Iraq (2-1).

## Palmarès

### Club

#### Competizioni nazionali
- Campionato iracheno: 3

Arbil: 2007-2008, 2008-2009, 2011-2012